# ボーリング
ボーリング（英語: boring、英語発音: [ˈbɔrɪŋ]）とは、円筒状の穴を穿つ（英: bore）こと。またドリルで開けられた穴を大きくする過程のこと。
機械加工の用語としては、日本語では中ぐりとも言う。機械加工では通常、単刃（シングルポイントカッティングツール）が用いられる。一例として大砲の内筒のくりぬきがあげられる。穴の径をより正確にするためや、テーパー状の穴にするため、などといった加工を指す場合もある（en:Boring (manufacturing)。内燃機関のボーリング加工についてはボアアップも参照）。
トンネルや井戸など主に地中に円筒状の穴を掘削する作業を指す用語としては、日本語では試錐（しすい）もしくは鑿井（さくせい）などと言うこともある。地質調査、農業、水文学、土木工学、石油、天然ガスなど産業、学術のさまざまな目的で行われている（en:Boring (earth)）。この、土壌の掘削について本項で述べる。

## 概要
油田や温泉を目的とした掘削、地質やそれに含まれるものの調査を目的とした「ボーリング調査」が広く行われている。その他にも、主に学術調査の目的で、掘削船による深海底（深海掘削計画、ODP）や、極地や高緯度地帯の氷や凍土を対象としたボーリングなども行われている。穴を開けること自体が目的のものもあれば、円筒状のカッターにより「コア」と呼ばれる円柱状の試料を採取することが目的のものもある。

## 由来
細長い筒状の掘削機器で大地に錐のように穴（bore）を開けることから、この名がある。一般には、ボーリング調査、ボーリング試掘などという。日本では日下部義太郎が1929年にボーリングマシンの改良発明をして国産化した。

## コアの採取

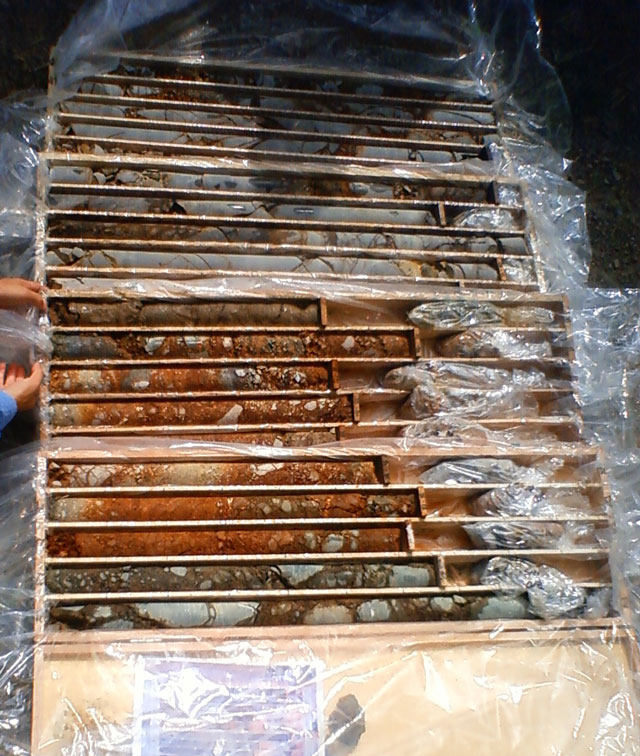
ケースに収められたボーリングコア

ボーリング調査の際には、地表から到達点までの土壌をまるごと掘削機器内のパイプ（コアバレル、サンプラー、スプリットサンプラー、スプリットバレル、などと言う）に円筒状に取り込むこともできる。そのサンプルをボーリングコアとも言う。土壌サンプルから作られたその地点の地質断面図を、柱状図と呼ぶ。

## ボーリングマシン
地面にねじ込む手動式の装置（オーガ）から、無限軌道を装着した大型自走式装置まで多様な機種が存在しているが、原理的には圧力や打撃もしくは回転力により掘削するものである。
ロータリー・ボーリングマシン
主に、地質調査を目的としてコアの採取を行う際に用いる。
ロッドの先を回転させ、注水を行いながら掘削を行う。
パーカッション・ボーリングマシン
深度が浅く、砂岩や泥岩など比較的柔らかい岩質に用いる。
先端にビットが付いたロッドを打撃して掘削するため、コアの採取はできない。主にグラウト注入などの用途に用いられる。
打撃音（騒音）が生じるため、都市部や住宅街では避けられることがある。
ロータリー・パーカッション・ボーリングマシン
パーカッション・ボーリングマシンのロッドに回転力を加え、より掘削が容易になるよう改良されたマシンである。
深部や硬い基岩を掘削する場合に用いる。